# Laurent Beaudoin
Pour les articles homonymes, voir Beaudoin.
Laurent Beaudoin, né à Laurier-Station le 13 mai 1938, est une personnalité québécoise du monde des affaires, dirigeant de Bombardier de 1966 à 2008 (et président du conseil d'administration jusqu'en 2015).

## Histoire
Laurent Beaudouin suit des études au Collège Ste-Anne de Nouvelle-Écosse. Il obtient son baccalauréat en 1957, puis obtient une maîtrise de commerce à l'Université de Sherbrooke. Il devient comptable agréé en 1961, et commence sa carrière en fondant le bureau de comptables Beaudoin & Blais. Embauché comme contrôleur à Bombardier en 1963, il en est promu directeur général en 1964,.
Gendre de Joseph-Armand Bombardier, Laurent Beaudoin est nommé chef de la direction et président de la multinationale Bombardier deux ans après le décès du fondateur, en 1966. Il occupe ce poste jusqu'en juin 2008, date où il laisse sa place à son fils Pierre.
Sous sa direction, Bombardier est passé de fabricant de motoneiges à plus grand manufacturier mondial de voitures de transport ferroviaire sur courte distance et troisième constructeur dans l'aviation civile. Il amorce cette transition lors du premier choc pétrolier en remportant le contrat du métro de Montréal en 1974. Il fait entrer le groupe Bombardier dans l'aéronautique en reprenant Canadair en 1986.
Depuis décembre 2003, il préside le conseil d’administration de Bombardier Produits Récréatifs. En octobre 2010, il est nommé président Robotique FIRST Québec.
Il a été président du conseil d'administration jusqu'en février 2015, encore une fois remplacé par son fils Pierre.
En 1999, il a présidé la collecte du diocèse de Montréal.

## Actifs
Via la société Beaudier, Laurent Beaudouin détient 28,5% des droits de vote du conseil de Bombardier.

## Honneurs

### Décorations
- Commandeur de l'Ordre de Montréal (2016)
- Officier de l'Ordre national du Québec (1990)[2]
- Compagnon de l'Ordre du Canada (1988)
- Officier de l'Ordre du Canada (1973)

### Autres
- 1989 - Fellow de l'Ordre des comptables agréés du Québec
- 2000 - Grand Québécois du siècle de l'Académie des Grands Québécois
- 2001 - Prix de la Fondation Yves-Landry
- 3 octobre 2008 - « International Michael Smurfit Business Achievement Award », octroyé par The Ireland Chamber, United States, (remis dans le cadre du 20 th Annual American Celtic Ball)
- 3 novembre 2008 - récipiendaire du premier « Best Global Business Award » décerné par le Canada China Business Council, Beijing
- 26 février 2009 - « Grand insigne d’honneur en argent », distinction remise à Vienne par le Président de la république d’Autriche
- Membre élu du Temple de la renommée des hommes d'affaires canadiens (Canadian Business Hall of Fame).
- Grands Montréalais
- Il a reçu six doctorats honorifiques.